# Penamacor
Penamacor (auch Penamacôr) ist eine Kleinstadt (Vila) und ein Kreis in Portugal mit 1444 Einwohnern (Stand 19. April 2021). Der Ort gehört zur Rede de Judiarias (Portugiesisch für: Netz der Judenviertel), einem Verbund von Orten mit historisch bedeutenden jüdischen Gemeinden.

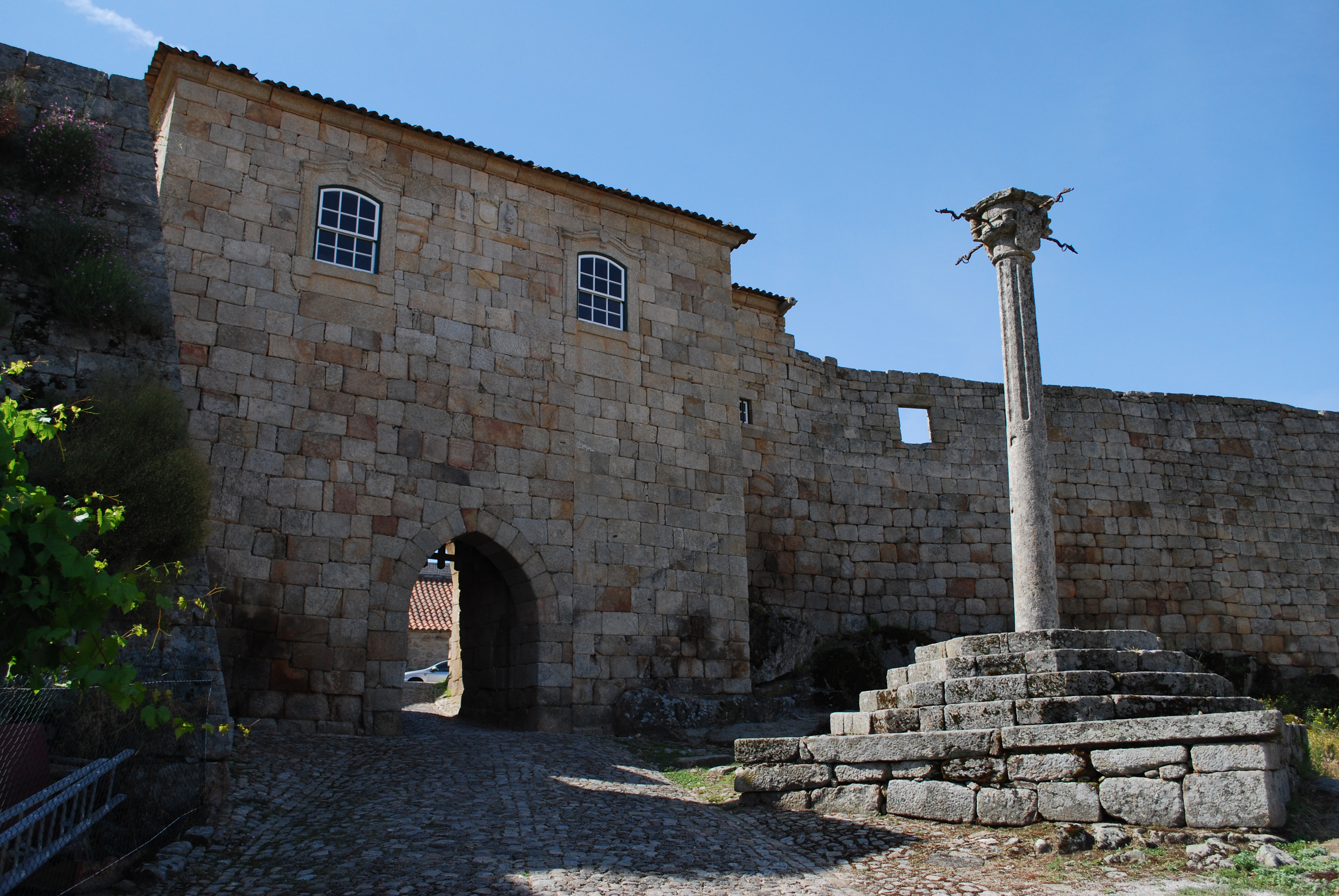
Der Schandpfahl im historischen Zentrum

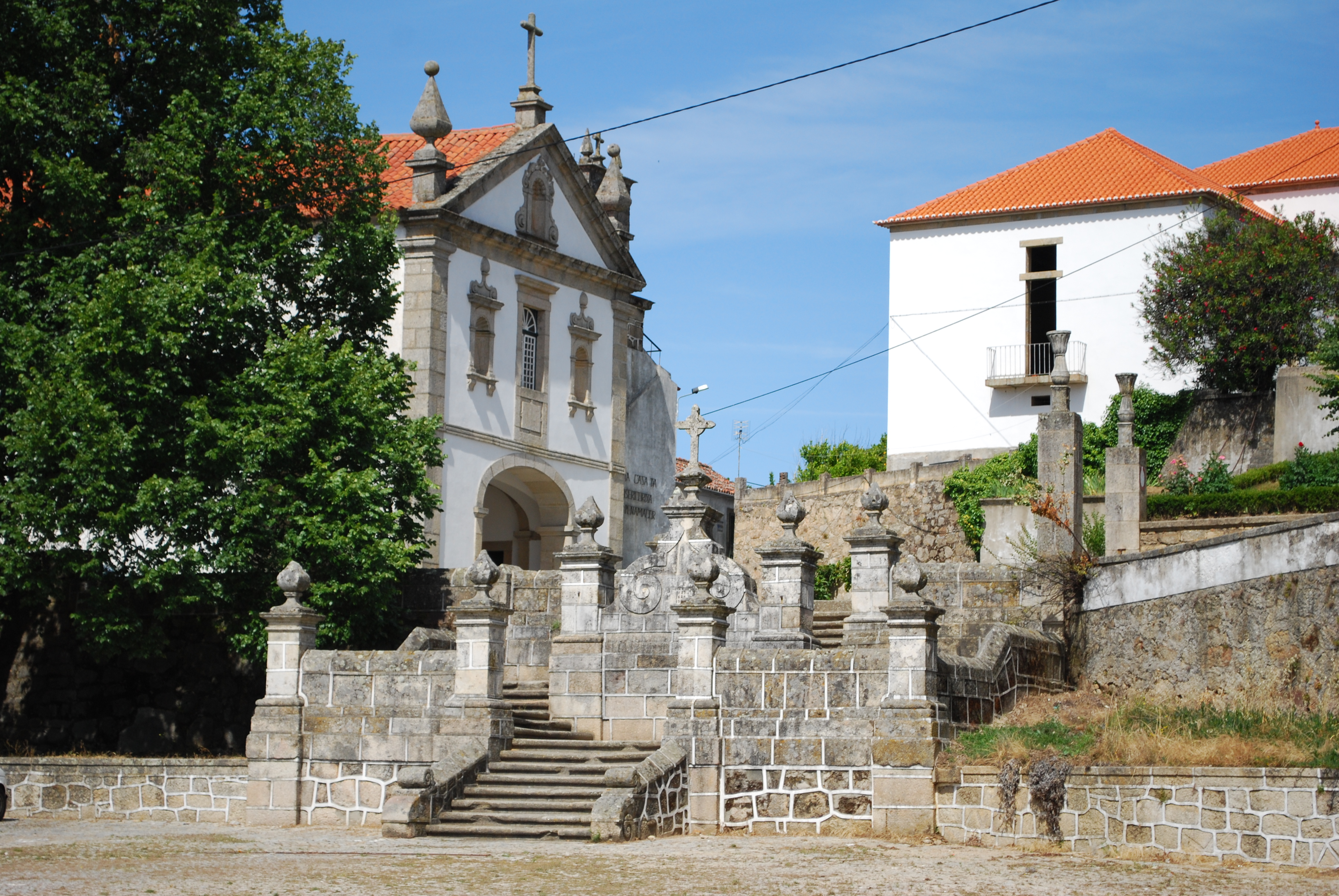
Das Kloster Convento Santo António

## Geschichte
Der Westgoten-König Vamba stammt nach unbelegten Vermutungen aus Penamacor. Seine ersten Stadtrechte (Foral) erhielt der Ort 1189 durch König Sancho I., der Penamacor an Gualdim Pais gab. Der Ort wuchs mit der einsetzenden Besiedlungspolitik und bekam Bedeutung auf Grund seiner strategischen Lage in der Verteidigungslinie gegen Aragón und Kastilien. Er wurde mit Burganlagen befestigt und 1199 zur Vila (Kleinstadt mit Verwaltungsrechten) erhoben. 1217 bestätigte König D.Afonso II. die Stadtrechte, die König Manuel I. 1510 erneuerte.

## Verwaltung

### Der Kreis
Penamacor ist Sitz eines gleichnamigen Kreises (Concelho) im Distrikt Castelo Branco. Am 19. April 2021 hatte der Kreis 4768 Einwohner auf einer Fläche von 563,7 km².
Im Osten grenzt der Kreis an Spanien, die portugiesischen Nachbarkreise sind (im Uhrzeigersinn im Norden beginnend): Sabugal, Idanha-a-Nova, Castelo Branco sowie Fundão.
Mit der Gebietsreform im September 2013 wurden mehrere Gemeinden zu neuen Gemeinden zusammengefasst, sodass sich die Zahl der Gemeinden von zuvor zwölf auf neun verringerte.
Die folgenden Gemeinden (Freguesias) liegen im Kreis Penamacor:

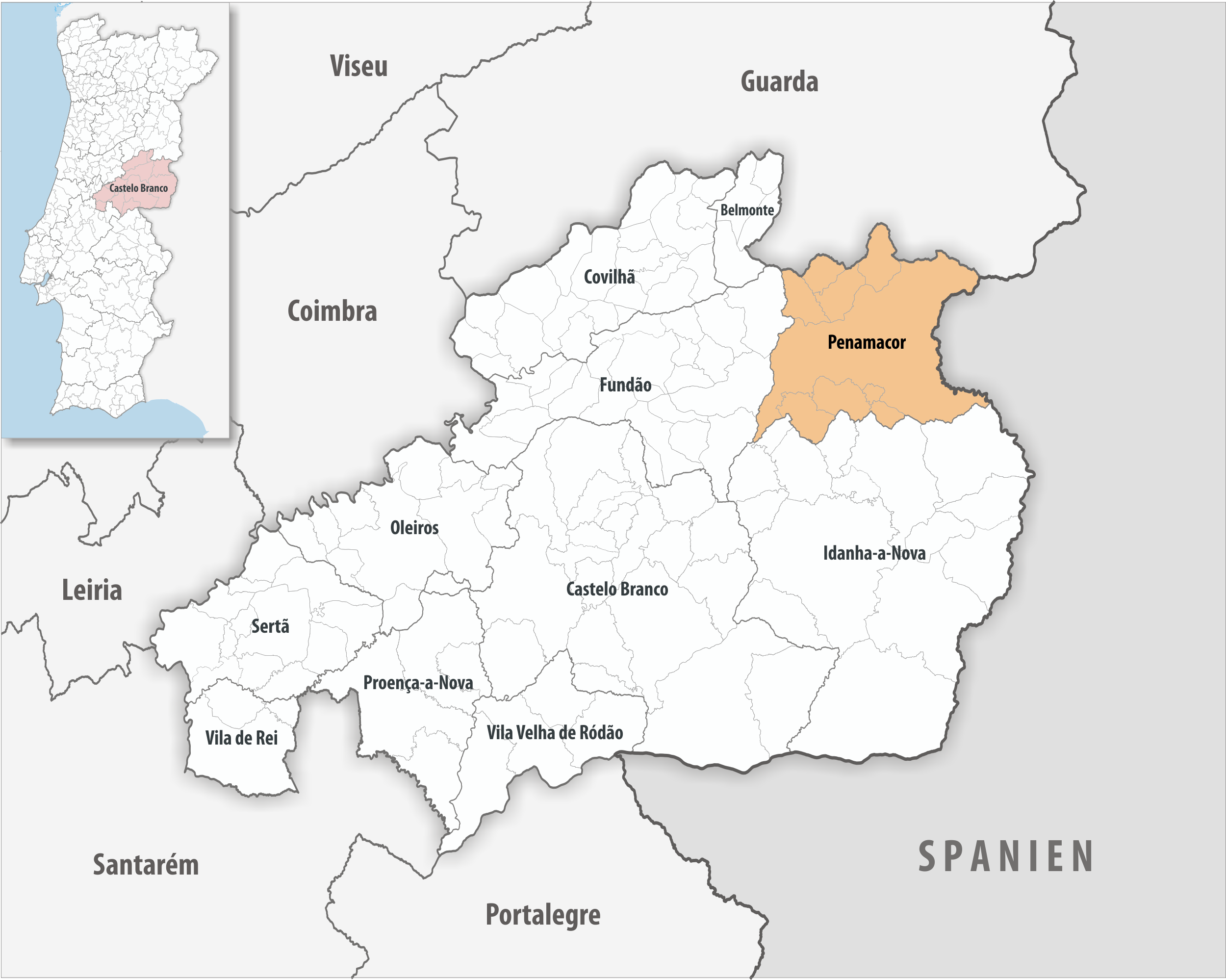
Kreis Penamacor

| Gemeinde                                      | Einwohner (2021) | Fläche km² | Dichte Einw./km² | LAU- Code |
| --------------------------------------------- | ---------------- | ---------- | ---------------- | --------- |
| Aldeia do Bispo, Águas e Aldeia de João Pires | 882              | 32,71      | 27               | 050713    |
| Aranhas                                       | 320              | 5,48       | 58               | 050704    |
| Benquerença                                   | 463              | 28,60      | 16               | 050706    |
| Meimão                                        | 238              | 33,12      | 7                | 050707    |
| Meimoa                                        | 307              | 28,80      | 11               | 050708    |
| Pedrógão de São Pedro e Bemposta              | 572              | 31,71      | 18               | 050714    |
| Penamacor                                     | 1.444            | 373,50     | 4                | 050710    |
| Salvador                                      | 320              | 10,49      | 31               | 050711    |
| Vale da Senhora da Póvoa                      | 222              | 19,31      | 11               | 050712    |
| Kreis Fundão                                  | 4.768            | 563,72     | 8                | 0507      |

### Bevölkerungsentwicklung
| Einwohnerzahl im Kreis Penamacor (1801–2011) | Einwohnerzahl im Kreis Penamacor (1801–2011) | Einwohnerzahl im Kreis Penamacor (1801–2011) | Einwohnerzahl im Kreis Penamacor (1801–2011) | Einwohnerzahl im Kreis Penamacor (1801–2011) | Einwohnerzahl im Kreis Penamacor (1801–2011) | Einwohnerzahl im Kreis Penamacor (1801–2011) | Einwohnerzahl im Kreis Penamacor (1801–2011) | Einwohnerzahl im Kreis Penamacor (1801–2011) | Einwohnerzahl im Kreis Penamacor (1801–2011) |
| -------------------------------------------- | -------------------------------------------- | -------------------------------------------- | -------------------------------------------- | -------------------------------------------- | -------------------------------------------- | -------------------------------------------- | -------------------------------------------- | -------------------------------------------- | -------------------------------------------- |
| 1801                                         | 1849                                         | 1900                                         | 1930                                         | 1960                                         | 1981                                         | 1991                                         | 2001                                         | 2011                                         |                                              |
| 5259                                         | 7498                                         | 13.179                                       | 15.724                                       | 16.659                                       | 9524                                         | 8115                                         | 6658                                         | 5652                                         |                                              |

### Kommunaler Feiertag
- Ostermontag

### Städtepartnerschaften
- Frankreich: Clamart im Département Hauts-de-Seine
- Spanien: Valverde del Fresno in der Provinz Cáceres[6]

## Söhne und Töchter der Stadt
- António Nunes Ribeiro Sanches (1699–1783), Arzt, Übersetzer und Enzyklopädist, Philosoph, Pädagoge und Historiker
- Teodora Alexandrina de Almeida de Lima Pais Castelo Branco (1809–1889), adlige Großgrundbesitzerin und Philanthropin
- Francisco Pinto da Cunha Leal (1888–1970), Politiker, im Winter 1921/22 Premierminister
- Tarzan Taborda (1935–2005), Wrestler
- Joaquim Furtado (* 1948), Fernsehjournalist, Vater von Catarina Furtado
- António Manuel Moiteiro Ramos (* 1956), Weihbischof in Braga
- António José Seguro (* 1962), Politiker, seit 2011 Generalsekretär des Partido Socialista

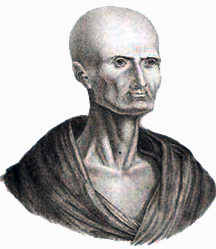
António Nunes Ribeiro Sanches